# Coelognathosuchia
Coelognathosuchia — це вимерла клада неозухійських крокодилоподібних, що включає всі таксони, більш тісно пов’язані з родиною Pholidosauridae, ніж з Bernissartia fagesii або Eusuchia. Мартін та ін. (2014) назвали кладу після того, як знайшли гоніофолідідів і фолідозаврід, які об’єднали разом у їх філогенетичному аналізі еволюційних зв’язків крокодилоподібних. У їхньому аналізі Pholidosauridae були монофілетичними, а Goniopholididae були парафілетичними, будучи сукупністю послідовно більш базальних таксонів у Coelognathosuchia. Сама клада Coelognathosuchia була розташована біля основи більшої клади Neosuchia як сестринська група клади, що містить неозухії ранньої крейди Bernissartia та Eusuchia, групу, яка включає всіх сучасних крокодилів та їхніх найближчих вимерлих родичів.
Мартін та ін. названа Coelognathosuchia від грецького κοῖλος (koĩlos, «увігнутий»), γνάθος (gnáthos, «щелепа») і σοῦχος (soũchos, «крокодил»), з огляду на невелику западину на поверхні черепа між верхньою і яремною кістками і в гоніофолідідів, і фолідозаврів. Інші діагностичні ознаки Coelognathosuchia включають очниці, які вужчі за лобову кістку, що їх розділяє, і менші за надскроневі вікна позаду них, виїмку між передщелепною та верхньою кістками на кінчик морди та зменшення або відсутність анторбітальних фенестр (пара отворів на морді перед кожною орбітою).
Тісний зв'язок між Goniopholididae і Pholidosauridae суперечить гіпотезі про те, що фолідозавриди більш тісно пов'язані з родиною Dyrosauridae. Ця альтернативна філогенія була знайдена в багатьох аналізах, включаючи Jouve et al. (2006), Pol і Gasparini (2009), і de Andrade et al. (2011), який назвав клад Tethysuchia. В обох дослідженнях було виявлено, що Goniopholididae є більш віддаленою кладою в Neosuchia. У своєму описі зразків Pholidosaurus з південно-західної Франції Мартін та його колеги повторили свою думку про те, що Dyrosauridae не так тісно пов’язані з Pholidosauridae, як стверджували попередні автори, вказавши на численні спільні ознаки між останками фолідозавридів у Черве-де-Коньяк і Goniopholididae.